# Деревеньки (Улейминское сельское поселение)
Деревеньки — старинная деревня в Угличском районе Ярославской области. Входит в Улейминское сельское поселение.

## География
Деревня расположена в живописной лесистой местности на правом берегу Волги (Угличское водохранилище) в 9 км к югу от центра Углича, и в 100 км к западу от Ярославля, имеется подъездная дорога от автодороги Углич — Маймеры. На железнодорожной ветке Калязин — Углич, в 1 км к востоку от деревни находится железнодорожная платформа 40 км.

## Описание

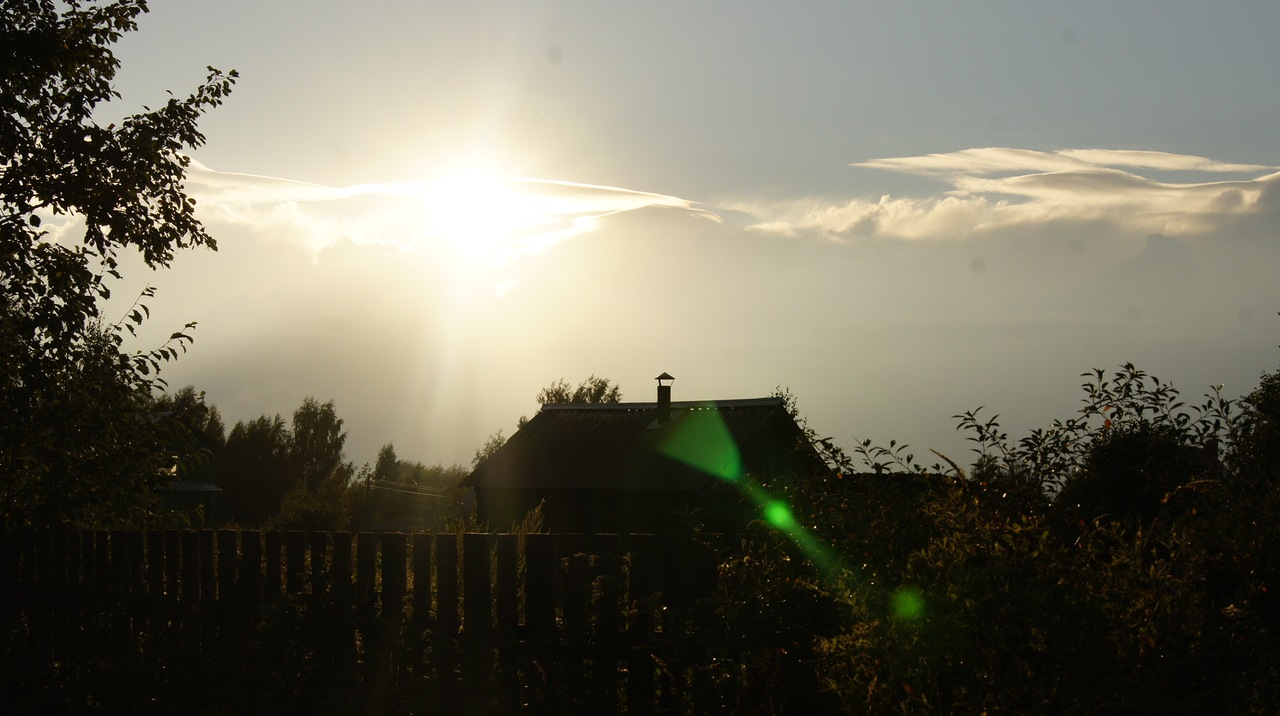
Деревня Деревеньки, утро

Деревеньки включает в себя два посада (Деревеньки и Свистуха), расположенных перпендикулярно Волге. Два впадающих в Волгу ручья являются естественными границами деревни.
В деревне три улицы: Волжская, Осташевская, Невская.
На улице Волжской расположен противопожарный пруд, вырытый в годы Великой Отечественной войны. Стараниями местных жителей в пруду водятся золотистые и серебристые караси, а также множество лягушек, жаб и пиявок. Совсем неподалёку от деревни находится красивый сосновый бор, он является излюбленным местом для прогулок местных жителей. Деревню окружает множество смешанных лесов, в которых в изобилии произрастают грибы и ягоды.
Время основания деревни неизвестно.
| 2007 | 2010 |
| ---- | ---- |
| 23   | ↗31  |